# Katherine Torrance
Katherine Torrance (Croydon, 10 ottobre 1998) è una tuffatrice britannica.

## Biografia
Nata a Croydon, ha debuttato come senior nel 2016, ma in quello stesso anno poteva ancora partecipare al Campionato Mondiale junior, dove ha vinto due medaglie d'oro e una di bronzo. Ha partecipato agli Europei del 2018 nell'individuale da un metro e nel sincro femminile da tre metri. In quest'ultima competizione, la Torrance e la compagna Grace Reid si sono classificate quarte dopo una gara condotta in testa, a causa di un errore della Torrance all'ultimo tuffo. La tuffatrice ha poi partecipato ai Campionati mondiali di nuoto 2019 nella gara dei tuffi da trampolino da un metro. Agli europei di tuffi 2019, ha vinto la medaglia di bronzo nei tuffi misti a squadre.

## Palmarès
- Europei di nuoto/tuffi

Kiev 2019: bronzo nella gara a squadre.